# Mussoorie
Mussoorie (hindi  मसूरी trl. masūrī) – miasto w północnych Indiach w stanie Uttarakhand, na pogórzu Himalajów Małych.
Populacja miasta w 2001 roku wynosiła 26 069 mieszkańców.